# Spacewar
Spacewar (Nederlands: ruimteoorlog) uit 1962 is het tweede computerspel ooit gemaakt. Het doel van het spel is om met je eigen ruimteschip dat van je tegenstander neer te schieten en tegelijkertijd rekening te houden met de zwaartekracht van de zon, een sterretje in het midden.
Spacewar is bedacht en geschreven door Steve Russell, destijds een student aan de technische universiteit Massachusetts Institute of Technology (MIT) in Boston. Toen er behoefte was aan een demonstratieprogramma voor de nieuwe PDP-1-computer, leek het Russell leuk om er een spel voor te programmeren. Omdat sciencefiction in die tijd erg populair was geworden, besloot hij een ruimteoorlogspel te schrijven. Hij programmeerde het spel in 1961 in 200 uur, verdeeld over zes maanden. Het spel was een tweespelerversie, maar omdat er niet genoeg rekenkracht was kon de tweede speler niet gesimuleerd worden. Een jaar later werd het spel gereed gemaakt met hulp van zijn vrienden van de Tech Model Railroad Club. Deze hadden onder meer een achtergrond en de invloed van zwaartekracht toegevoegd.

## Succes en vervolg
Het spel werd een groot succes en binnen een jaar werd het gespeeld op universiteiten door heel de Verenigde Staten. Een computer was destijds echter zo groot dat hij een complete kamer in beslag nam waardoor het enkel op een paar universiteiten kon worden gespeeld. Het werd vaak 's nachts gespeeld omdat de computers overdag voor serieus onderzoek nodig waren. Er ontstonden vele varianten op dit spel omdat studenten steeds weer veranderingen en toevoegingen schreven.
Een van de studenten die veel tijd doorbracht met dit spel was Nolan Bushnell die later samen met Ted Dabney Atari oprichtte. In 1972 kwam hij met een versie voor de arcadehal, Computer space. Het grootste verschil was dat deze versie ook een éénspelervariant had. Er werden 1500 kasten geproduceerd, maar het spel werd geen groot succes.